# Alpes de Kamnik y de la Savinja
Los Alpes de Kamnik y de la Savinja son una subsección de los Alpes de Carintia y de Eslovenia. La cima más alta es el Grintovec que alcanza los 2.558 m s. n. m.
Se encuentran en Eslovenia y, en una pequeña parte, en Austria (Carintia).
Toman el nombre de la ciudad eslovena de Kamnik y del río Savinja, afluente del Save.

## Clasificación
La partición de los Alpes incluía este grupo montañoso en la amplia sección n.º 21 de los Karavanke.
El AVE los definió como el grupo n.º 60 de los Alpes orientales.
La SOIUSA los ve como una subsección alpina de los Alpes de Carintia y de Eslovenia, dentro de los Alpes orientales, con la siguiente clasificación:
- Gran sector = Alpes del sudeste
- Sección = Alpes de Carintia y de Eslovenia
- Subsección = Alpes de Kamnik y de la Savinja
- Código = II/C-35.II

## Subdivisión
Según la SOIUSA, los Alpes de Kamnik y de la Savinja se subdividen en tres supergrupos y diez grupos:
- Cadena del Storžic (A)
  - Grupo del Storžic (A.1)
- Cadena Mrzla gora-Grintovec-Ojstrica (B)
  - Grupo de la Mrzla gora (B.2)
    - Subgrupo del Babe (B.2.a)
    - Subgrupo de la Mrzla gora (B.2.b)

  - Grupo del Grintovec (B.3)
  - Grupo del Krvavec (B.4)
  - Grupo Planjava-Ojstrica (B.5)
  - Grupo de la Krofiča (B.6)
  - Grupo Velika Planina-Dleskovška planota (B.7)
    - Subgrupo de la Dleskovška planota (B.7.a)
    - Subgrupo de la Velika planina (B.7.b)
- Cadena Raduha-Golte-Rogatec-Menina (C)
  - Grupo Raduha-Smrekovec-Golte (C.8)
    - Subgrupo Raduha-Smrekovec (C.8.a)
    - Subgrupo del Golte (C.8.b)

  - Grupo del Rogatec (C.9)
  - Grupo Menina-Dobrovlje (C.10)
    - Subgrupo de la Menina (C.10.a)
    - Subgrupo de la Dobrovlje (C.10.b)

## Cimas

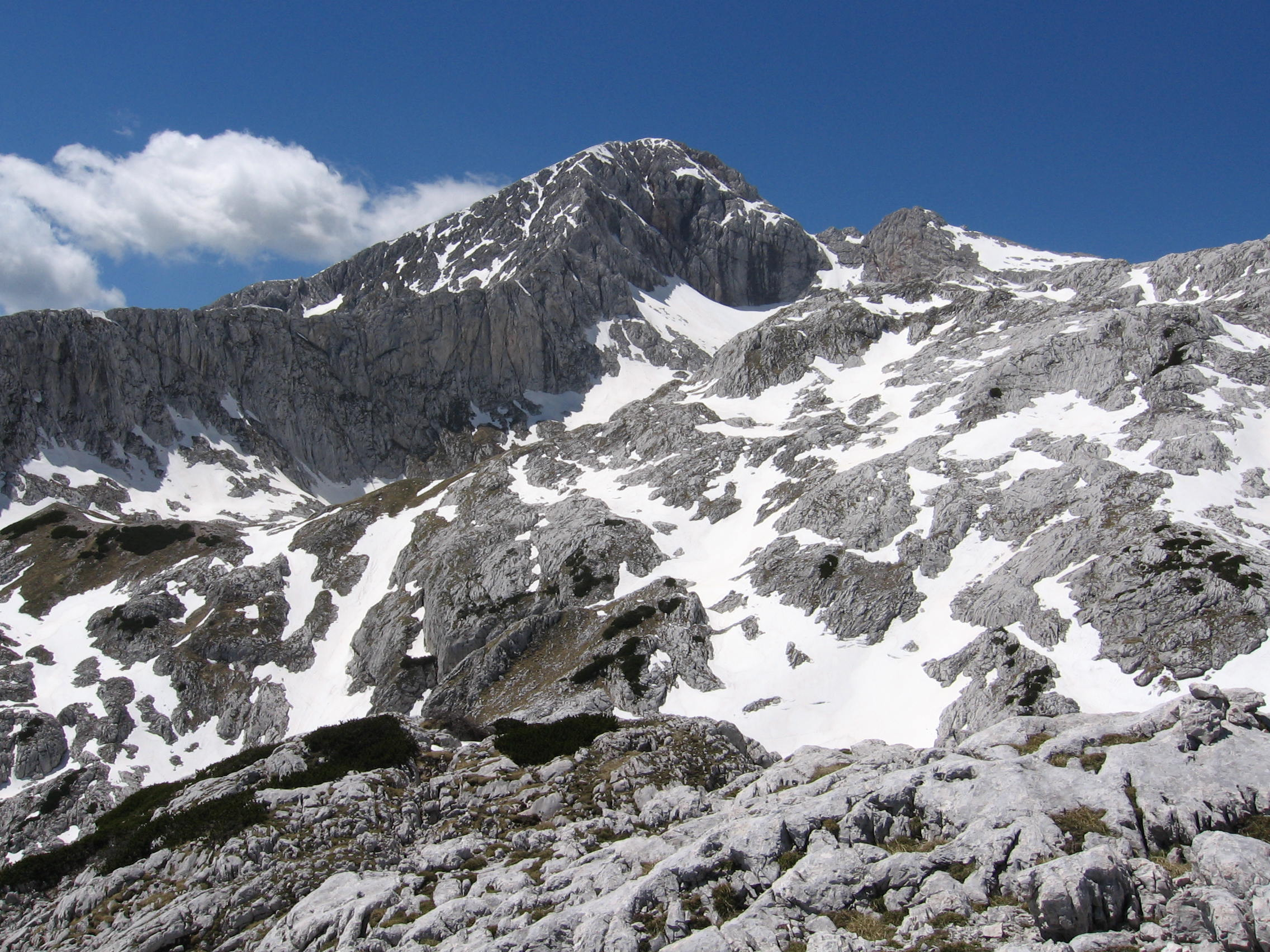
El Grintovec.

Los picos más importantes son:
- Grintovec, 2558 m
- Jezerska Kočna, 2540 m
- Skuta, 2532 m
- Kranjska Rinka, 2453 m
- Koroška Rinka, 2433 m
- Planjava, 2394 m
- Ojstrica, 2350 m
- Brana, 2253 m
- Turska Gora, 2251 m
- Storžič, 2132 m
- Raduha, 2062 m